# Jayne Svenungsson
Jayne Christine Svenungsson (* 9. Dezember 1973 in Trollhättan, Älvsborgs län) ist eine schwedische Theologin, Professorin für systematische Theologie an der Universität Lund und  Autorin von Fachbüchern.

## Leben
Svenungsson studierte an der Universität Göteborg Religion, Linguistik sowie Ideengeschichte und schloss das Studium 1998 als Master of Arts für Religion ab. Im selben Jahr absolvierte sie an ebendieser Universität ein Studium der Theologie als Bachelor of Arts und begann als Doktorandin in der systematischen Theologie unter Professor Werner G. Jeanrond an der Fakultät für Theologie an der Universität Lund zu forschen. 2002 wurde sie dort mit der Arbeit The Return of God: A Study of the Concept of God in Postmodern Philosophy promoviert. 2011 arbeitete sie als Dozentin für systematische Theologie an der Universität Uppsala und ab 2014 an der Stockholmer Hochschule für Theologie in ebendiesem Fachgebiet. Seit 2015 ist sie als Professorin für systematische Theologie und Religionsphilosophie an der Universität Lund tätig.
2004 behandelte sie in ihrer Dissertation aus ideengeschichtlicher Perspektive die erneut in den 1990er Jahren aufkommende philosophische Debatte um den Gottesbegriff innerhalb der französischen Phänomenologie. Svenungsson fokussiert sich in ihren Forschungen sowohl auf geschichtsphilosophische und geschichtstheologische Fragestellungen als auch auf politische Philosophie und Theologie. Sie beschäftigt sich umfassend mit verschiedenen Aspekten der jüdischen Philosophie und kritischen Analysen der antijüdischen Stereotypen innerhalb der christlichen Theologie. 2014 erschien eine umfangreiche Studie unter dem schwedischen Titel Den gudomliga historien : profetism, messianism och andens utveckling, die 2016 auch in englischer Sprache herausgegeben wurde. Die Autorin publiziert auch Essays in verschiedenen schwedischen Tageszeitungen.
Am 28. September 2017 wurde sie auf Stuhlnummer 9 zum Mitglied der Schwedischen Akademie gewählt und trat dort Torgny Lindgrens Nachfolge an. Am 7. November 2018 beantragte sie nach nicht einmal einem Jahr Mitgliedschaft ihren Austritt aus der Akademie, da sie nicht mit der Entscheidung der anderen Akademiemitglieder einverstanden war, Katarina Frostenson zum Austritt aufzufordern. Der Austritt wurde am 9. November 2018 bewilligt.
Svenungsson wohnt in Lund und Stockholm.

## Auszeichnungen (Auswahl)
- Per Beskows-Preis, 2014.
- Weihnachtspreis der Samfundet De Nio, 2014
- Karin Gierow-Preis der Schwedischen Akademie, 2015.

## Werke (Auswahl)
- Guds återkomst. En studie av gudsbegreppet inom postmodern filosofi. Glänta produktion, 2004, ISBN 91-974575-2-3, S. 320 (schwedisch).
- Den gudomliga historien : profetism, messianism och andens utveckling. Glänta produktion, 2014, ISBN 978-91-86133-55-9, S. 270 (schwedisch).
- Divining History : Prophetism, Messianism and the Development of the Spirit. Making sense of history. Berghahn Books, 2016, ISBN 978-1-78533-173-2, S. 240 (englisch).

### Co-Autorin
- Sigurdson, O.; Svenungsson, J.: Postmodern teologi : en introduktion. Verbum, 2006, ISBN 91-526-4718-8, S. 284 (schwedisch).
- Martinson, M.; Sigurdson, O.; Svenungsson, J.: Systematisk teologi : en introduktion. Verbum, 2007, ISBN 978-91-526-3149-2, S. 288 (schwedisch).
- Namli, E.; Svenungsson, J.; Vincent, A. M.: Jewish Thought, Utopia and Revolution. Value inquiry book series. Rodopi, 2014, ISBN 978-90-420-3833-2, S. 276 (englisch).
- Svenungsson, J.; Björk, M.: Heidegger's Black Notebooks and the Future of Theology. Palgrave Macmillan, 2017, ISBN 978-3-319-64926-9, S. 416 (englisch).
- Svenungsson, J.; Helgesson, S.: The Ethos of History : Time and Responsibility. Berghahn Books, 2017 (englisch).